# Селище
Вижте пояснителната страница за други значения на Селище.
Сѐлище е географски определимо място (местност), където хора живеят заедно в трайни или временни сгради. По големина то може да има както няколко жилищни постройки при малки селища, така и стотици, и хиляди – при по-големи селища.
Известни са и праисторически пещерни селища в една или съседни пещери. Такова в България е, например, Самуилица северно от село Кунино в община Роман, област Враца.

## История
Селищата възникват през каменната епоха, първоначално като временни станове на ловци и рибари. По-късно, когато хората започват да осигуряват прехраната и бита си и с отглеждане на растения и животни, създавайки наченките на икономиката, става целесъобразен уседналият живот и се появяват по необходимост и постоянни селища. Развитието на грънчарството и други занаяти, възникването и развитието на обмена и търговията дават тласък за разрастването и утвърждаването им. Поради постоянната опасност от грабителски и завоевателни набези възникват укрепени селища. Появяват се градове.

## Селищата в България
В отменения Закон за благоустройството на населените места от 1941 г. думата „селище“ е употребена в чл. 1 така: „Населено място по смисъла на този закон е селище от най-малко 50 дво̀рища на едно място, застроени с жилищни сгради.“.
В действащото българско законодателство думата „селище“ няма легална дефиниция, а и не присъства в дефиницията на населено място. Тя обаче се употребява чрез нейни производни, както и пряко, в редица законови изрази като „селищна територия“, „селищната среда“, „селищни образувания“, „ваканционните селища“, „курортни селища“, „голф селищата“, „селищната структура“ и други подобни – в Закона за устройство на територията, Закона за административно-териториалното устройство на Република България , Закона за регионалното развитие и в други нормативни актове.
Според терминологията на Закона за устройство на територията селищата са урбанизирани територии и предназначението на поземлените имоти в тях (УПИ) може да бъде „за жилищни, общественообслужващи, производствени, складови, курортни, вилни, спортни и развлекателни функции, за озеленени площи и озеленени връзки между тях и териториите за природозащита, за декоративни водни системи (каскади, плавателни канали и други), за движение и транспорт, включително за велосипедни алеи и за движение на хора с увреждания, за техническа инфраструктура, за специални обекти и други“ (чл. 8).

## Видове селища в България
В Закона за административно-териториалното устройство на Република България (ЗАТУРБ) и (ЗУТ) селищата са обособени в 2 групи.

### Населени места
В населените места хората са трайно уседнали:
- град;
- село – включително селища край железопътни гари и манастири, получили статут на село.

С проектопромяна Архив на оригинала от 2009-04-21 в Wayback Machine. в ЗУТ, одобрена от Министерския съвет на 26 март 2009, се дава определение за големината на градовете според броя на населението. Те се класифицират в следните групи:
- „много големи градове“ – с население над 400 хил. жители,
- „големи градове“ – с население от 100 хил. до 400 хил. жители,
- „средни градове“ – с население от 30 хил. до 100 хил. жители,
- „малки градове“ – с население от 10 хил. до 30 хил. жители и
- „много малки градове“ – с население под 10 хил. жители.

### Селищни образувания
Нямат постоянно население и служат за временно задоволяване на рекреационни, промишлени и други специфични нужди
- курортни
  - курортен комплекс
  - ваканционно селище
  - вилна зона
- промишлени
  - гара
  - железопътна спирка
  - промишлено селище
  - рибарско селище
  - минно селище
  - язовир
  - ВЕЦ

### Други селища
- селище от градски тип
- мястечко – населено място без право на самоуправление в Централна Европа
- курорт
- паланка
- манастирско селище
- махала (самостоятелна, т.е. не е част от село)
- колиби
- кошари
- бараки
- егреци
- населена местност